# Antonio Bonazzi
Antonio Bonazzi (Mantova, 24 luglio 1754 – Mantova, 17 gennaio 1802) è stato un violinista, direttore d'orchestra e compositore italiano.

## Biografia
Assai apprezzato dai suoi contemporanei quale esecutore di musica per violino sua e di altri, fu anche prolifico autore.
È ricordato nei principali dizionari di storia della musica quale collezionista di strumenti ad arco oltre che di spartiti di concerti per violino, e concerti per flauto, sinfonie, quintetti, quartetti e altre composizioni cameristiche sue e di illustri compositori italiani con i quali era in relazione. 
Nel suo testamento infatti sono indicati oltre mille partiture musicali nonché 42 strumenti ad arco – violini, viole e violoncelli – molti dei quali di Giuseppe Guarneri del Gesù, di Amati e di Antonio Stradivari.
Questo musicista, caduto completamente nell'oblio, è stato recentemente "riscoperto" da un accurato lavoro di ricerca svolto da due giovani studiosi, il dott. Gian Francesco Amoroso e la dott.ssa Ana Spasic, ricerche svoltesi sia  nelle fonti archivistiche locali sia, ampliando il raggio, in fondi musicali europei, nonché presso la documentazione contenuta negli archivi di famiglia dei discendenti. D'altronde il nominativo era già noto agli estensori dei più importanti dizionari di musica, citati di seguito in bibliografia.